# Angelo Viva
Angelo Viva, né à Naples en 1748 et mort à Naples le 27 février 1837, est un sculpteur italien qui fut actif à Naples.

## Biographie
Il apprend son métier à Naples et passe à l'atelier de Giuseppe Sanmartino dont il devient un disciple d'un certain renom.
Malgré une carrière de près de cinquante ans, son œuvre reçoit peu de louanges de la part de la critique. Il en est tout de même de ses Anges porteurs de torche du maître-autel de la basilique San Paolo Maggiore, exécutés d'après les dessins de Ferdinando Fuga, ainsi que des stucs de la basilique de la Très-Sainte-Annonciation-Majeure.
Parmi ses travaux importants, on distingue aussi le groupe sculpté de la fontaine de l'enlèvement d'Europe, les statues des Évangélistes de la chapelle Pappacoda et celles de la façade de l'église de la Très-Sainte-Trinité-des-Pèlerins, sans oublier les décorations de l'obélisque de Portosalvo et le monument funéraire de Paisiello, aujourd'hui visible en l'église Santa Maria Donnalbina .
Il a effectué une restauration de la statue du dieu Nil à la fin du XVIIIe siècle.

## Source de la traduction
- (it) Cet article est partiellement ou en totalité issu de l’article de Wikipédia en italien intitulé « Angelo Viva » (voir la liste des auteurs).